# 48807 Takahata
48807 Takahata è un asteroide della fascia principale. Scoperto nel 1997, presenta un'orbita caratterizzata da un semiasse maggiore pari a 2,9800339 UA e da un'eccentricità di 0,1346929, inclinata di 12,19591° rispetto all'eclittica.